# 교향곡 1번 (멘델스존)
《교향곡 1번 다단조 작품번호 11》은 펠릭스 멘델스존이 15세였던 1824년에 작곡한 곡이다. 공식 악보는 1831년에서야 출판되었다. 연주시간은 약 30분이다.

## 악기 편성
플루트2, 오보에2, 클라리넷2, 바순2, 호른2, 트럼펫2, 팀파니, 현악 5부로 구성되어 있다.

## 악장
- Allegro di molto
- Andanjjbj te
- Menuetto
- Allegro